# Ronay
Ronay är en ö i Storbritannien.   Den ligger i kommunen Yttre Hebriderna och riksdelen Skottland, i den nordvästra delen av landet, 800 km nordväst om huvudstaden London. Arean är 563 kvadratkilometer.
Terrängen på Ronay är platt. Öns högsta punkt är 335 meter över havet.